# TowerBrook
TowerBrook Capital Partners L.P. ist eine Private-Equity-Gesellschaft mit Büros in New York City, London, Frankfurt am Main und Madrid.

## Firma
Die Firma wurde 2005 als Nachfolgerin von „Soros Private Equity“, einer Equity-Gesellschaft des US-amerikanischen Investmentbankers und Multimilliardärs George Soros gegründet.
TowerBrook investiert in große und mittelständische Unternehmen des europäischen und nordamerikanischen Marktes. TowerBrook gründete außerdem eine karitative Stiftung, die „TowerBrook Foundation“, die aus den Erträgen der TowerBrook Capital Partners L.P. finanziert wird. Die Stiftung fördert gemeinnützige und karitative Projekte.

## Transaktionen
Von 2007 bis 2011 war der Schuhhersteller Jimmy Choo im Besitz von TowerBrook.
2009 geriet der Baustoffhersteller Monier Group in finanzielle Schwierigkeiten. Der vorherige Besitzer PAI Partners wurde von Apollo Management, TowerBrook und York Capital abgelöst. Heute hält TowerBrook noch 20,75 % der Anteile an der Monier Holdings GP S.A.

## Portfolio
(Auswahl)
| Unternehmen        | Sitz                 |
| ------------------ | -------------------- |
| The AA             | ehem. Automobilklub  |
| ACPS Automotive    | Anhängevorrichtungen |
| Aernnova Aerospace | Luftfahrtindustrie   |
| AustroCel          | Holzverarbeitung     |
| JM Bruneau         | Büroartikelvertrieb  |
| Infopro Digital    | Informationsdienste  |
| J.Jill             | Damenmode            |
| Kaporal            | Jeans                |
| KeHE               | Bioeinzelhandel      |
| OVHcloud           | Frankreich           |
| Sabena Technics    | Luftfahrtindustrie   |
| Sateba             | Betonteile           |
| Swissport          | Flughäfen            |
| TriMedx            | Gesundheitswesen     |